# Keisuke Kurihara
Keisuke Kurihara (栗原 圭介?, Kurihara Keisuke; Tokyo, 20 maggio 1973) è un allenatore di calcio ed ex calciatore giapponese, di ruolo centrocampista.